# جيرهارد يان
جيرهارد يان (بالألمانية: Gerhard Jahn)‏ هو محامي وسياسي ألماني، ولد في 10 سبتمبر 1927 في كاسل في ألمانيا، وتوفي في 20 أكتوبر 1998 في ماربورغ في ألمانيا بسبب سرطان. حزبياً، نشط في الحزب الديمقراطي الاجتماعي الألماني. وقد انتخب وزير العدل (22 أكتوبر 1969 – 7 مايو 1974) وانتخب سكرتير برلماني في ألمانيا ‏ وانتخب عضو في البوندستاغ الألماني خلال فترته النيابية ‏ (15 أكتوبر 1957 – 15 أكتوبر 1961).

## روابط خارجية
- جيرهارد يان على موقع مونزينجر (الألمانية)